# Lista do Patrimônio Mundial no Egito
A Organização das Nações Unidas para a Educação, a Ciência e a Cultura (UNESCO) propôs um plano de proteção aos bens culturais do mundo, através do Comité sobre a Proteção do Património Mundial Cultural e Natural, aprovado em 1972. Esta é uma lista do Patrimônio Mundial existente no Egito, especificamente classificada pela UNESCO e elaborada de acordo com dez principais critérios cujos pontos são julgados por especialistas na área. O Egito, berço de uma das mais influentes civilizações da Antiguidade - uma sucessão de reinos antigos conhecidos coletivamente como Egito Antigo, ratificou a convenção em 7 de fevereiro de 1974, tornando seus locais históricos elegíveis para inclusão na lista.
Abu Mena e Cairo histórico foram os dois primeiros sítios do Egito listados como Patrimônio Mundial pela UNESCO por ocasião da III Sessão do Comitê do Patrimônio Mundial, realizada em Luxor em 1979. Na mesma ocasião, outros 4 sítios do Egito foram acrescidos à listagem. Desde a mais recente adesão à listagem, o Egito conta com um total de sete sítios inscritos como Patrimônio Mundial, sendo seis deles de classificação cultural e apenas um sítio de interesse natural. 

## Bens culturais e naturais
O Egito possui atualmente os seguintes lugares declarados como Patrimônio da Humanidade pela UNESCO:
| | Mênfis e a sua necrópole - Complexos de Pirâmides de Gizé a Dachur |
| Bem cultural inscrito em 1979. |                                                                    |
| Localização: Gizé |                                                                    |
| Ao redor da capital do Antigo Império egípcio subsistem extraordinários monumentos funerários: tumbas rupestres, mastabas delicadamente ornamentadas, templos e pirâmides. Mênfis era considerada uma das Sete Maravilhas do Mundo Antigo. (UNESCO/BPI) |                                                                    |

| | Tebas Antiga e a sua Necrópole |
| Bem cultural inscrito em 1979. |                                |
| Localização: Luxor |                                |
| Tebas, a cidade do deus Amom, foi a capital do Egito nas eras do Médio e Reino Novo. O sítio compreende os templos e palácios de Carnaque e Luxor, bem como as necrópoles do Vale dos Reis e do Vale das Rainhas. Todos estes monumentos são testemunho impressionante do apogeu da civilização egípcia. (UNESCO/BPI) |                                |

| | Monumentos Núbios de Abul-Simbel a Filas |
| Bem cultural inscrito em 1979. |                                          |
| Localização: Assuã |                                          |
| A Núbia é uma excepcional zona arqueológica, cravejada de admiráveis monumentos como os templos do faraó Ramessés II em Abul-Simbel e o santuário de Ísis em Filas, que foram salvos da inundação do Nilo provocada pela construção da Represa de Assuã, graças a uma campanha internacional liderada pela UNESCO entre 1960 e 1980. (UNESCO/BPI) |                                          |

| | Cairo histórico |
| Bem cultural inscrito em 1979. |                 |
| Localização: Cairo |                 |
| Em meio a aglomeração urbana, a cidade islâmica do Cairo é uma das mais antigas do mundo, com suas renomadas mesquitas, palácios, termas e fontes. Fundada no século X, chegou a ser o centro do mundo islâmico, alcançando seu apogeu no século XIV. (UNESCO/BPI) |                 |

| | Abu Mena |
| Bem cultural inscrito em 1979. |          |
| Localização: Alexandria |          |
| Cidade sagrada paleocristã, Abu Mena foi edificada sobre a tumba do mártir Menas de Alexandria, morto em 296. Conserva a igreja, o batistério, as basílicas, os edifícios públicos, as ruas, os monastérios, as casas e oficinas. (UNESCO/BPI) |          |

| | Área de Santa Catarina |
| Bem cultural inscrito em 2002. |                        |
| Localização: Sinai do Sul |                        |
| O monastério ortodoxo de Santa Catarina está situado aos pés do Monte Horeb, onde Moisés recebeu as Tábuas da Lei segundo o Antigo Testamento bíblico. Os muçulmanos também veneram esta montanha sob o nome de Jebel Musa. A região é sagrada para três grandes religiões mundiais: o cristianismo, o Islão e o judaísmo. O monastério foi fundado no século V de nossa era e é o mais antigo de toda a cristandade que mantém sua função primitiva. Abriga coleções extraordinários de manuscritos cristãos e ícones antigos. A escabrosa paisagem montanhosa do entorno, que cerca com perfeição o monastério, abriga numerosos sítios arqueológicos e religiosos. (UNESCO/BPI) |                        |

| | Uádi Hitã (Vale das Baleias) |
| Bem natural inscrito em 2005. |                              |
| Localização: Faium |                              |
| O sítio de Uádi Hitã – o Vale das Baleias – está situado no deserto ocidental do Egito e possui inestimáveis achados fósseis de arqueocetos, cetáceos de uma ordem antiga específica, atualmente extintos. Os fósseis das baleias de Uádi Hitã são testemunhas de uma importante etapa da evolução das espécies: a passagem destes mamíferos – que viviam no meio terrestre – a uma vida oceânica. Este sítio é o mais importante do globo em seu gênero que compreende a etapa evolutiva dos cetáceos, já que os vestígios existentes são um vivo expoente de sua forma de vida durante a transição terra-mar. O número, a concentração e qualidade dos fósseis, assim como sua acessibilidade e localização em paisagem de grande beleza, fazem deste sítio um local excepcional por todos os aspectos. Os fósseis de baleias de Uádi Hitã pertencem ao grupo mais recente dos arqueocetos, ou seja, que se encontravam na fase conclusiva da evolução de seus membros inferiores. Outros fósseis do sítio permitem, além disso, reconstruir o meio ambiente e as condições ecológicas da época. (UNESCO/BPI) |                              |

## Lista Indicativa
Em adição aos sítios inscritos na Lista do Patrimônio Mundial, os Estados-membros podem manter uma lista de sítios que pretendam nomear para a Lista de Patrimônio Mundial, sendo somente aceitas as candidaturas de locais que já constarem desta lista. Desde 2021, o Egito possui 34 locais na sua Lista Indicativa.
| Sítio                                     | Imagem | Localização  | Ano  | Dados UNESCO                | Descrição |
| ----------------------------------------- | ------ | ------------ | ---- | --------------------------- | --- |
| Dahab                                     |        | Sinai do Sul | 1994 | Cultural                    | "As escavações iniciadas em 1990 até 1993 descobriram um farol dentro de um grande forte com fundação bizantina cercado por uma grande muralha, muitos salões usados, poços e salas de estocagens. Há ainda um antigo ancoradouro na antiga Dahab dos séculos V e VI." |
| Área Aqueológica de Dahchur               |        | Cairo        | 1994 | Cultural                    | "Dahchur foi parte da Necrópole mênfita iniciada para ser utilizada nos tempos do rei Sneferu, primeiro rei da quarta dinastia. Ele construiu duas pirâmides, uma chamada de "Pirâmide Curvada" por conta de seu ângulo reduzido, e a outra conhecida como "Pirâmide Vermelha", e o local foi negligenciado após aquele período até o Médio Império quando três reis da 12ª dinastia reutilizaram o local para construção de suas pirâmides." |
| El Fayoum                                 |        | Faium        | 1994 | Cultural                    | Esta indicação inclui os templos históricos da região de El Fayoum: Kom Aushim (Karanis), Dimai (Soknopaiounesos), Qasr Qarun (Dionysias), Batn I hrit (Theadelphia), Byahma-Medinet el Fayoum (Krokodilopolis or Arsinoe), Abgig-Hawara, Seila-Medient Madi (Narmouthis) e Umm el-Breigat (tebtunis). |
| Minia                                     |        | Minia        | 1994 | Cultural                    | Esta indicação inclui vários locais históricos da região de Minia relacionados ao nascimento e primeiros anos de vida do faraó Khufu: Tumbas de Beni Hassan, túmulos de El-Amarna, Hermópolis e Tunah Al Jabal. |
| Castelo de Nuweiba                        |        | Sinai        | 1994 | Cultural                    | "O castelo foi erguido sob as ruínas de um antigo edifício. Data do período aiúbida e é conhecido como Castelo de Newibah. Foi construído em 1893 na porção sudoeste do antigo castelo que havia no local. Os blocos do antigo castelo foram usados para construir as muralhas externas." |
| Zona Arqueológica do Norte do Sinai       |        | Sinai        | 1994 | Cultural                    | "A faixa costeira mediterrânea do Norte do Sinai abrangendo entre o Canal de Suez e Gaza é a mais importante faixa de terra ligando o Egito e Canaã desde os tempos pré-dinásticos." |
| Ilha do Faraó                             |        | Sinai        | 1994 | Cultural                    | "É uma ilha no Golfo de Aqaba no norte do Sinai. Há muitas estruturas distintas datadas. Saladino construiu um forte entreposto para proteger as rotas terrestres e marítimas entre Egito, Sítia e Hejaz. Consiste em fortificações ao norte e ao sul e, no planalto central entre estas, foram erguidas salas, estocagens e uma mesquita."                                                                                                   |
| Mosteiro de Ruto                          |        | Sinai do Sul | 1994 | Cultural                    | "Ruto é o antigo nome de El-Tor. A zona do Sinai do Sul teve início neste local em 1984 com a descoberta de um mosteiro datado do século VI d.C., além de duas igrejas basilicais, uma prensa de óleo, duas provisões, cozinhas, aposentos de monges, fornos para pães e uma forte muralha defensiva de duas entradas." |
| Templo de Hator de Ramessés III           |        | Sinai do Sul | 1994 | Cultural                    | É a construção mais destacada do Complexo religioso de Dendera, em Abidos, tendo sido construído a partir da era do Médio Império por ordem de Ramessés III e continuado sucessivamente até o reinado de Trajano e dedicado ao culto de Hator. |
| Templo de Serabit el-Khadim               |        | Sinai do Sul | 1994 | Cultural                    | Esta indicação abrange uma grande zona arqueológica do Sinai, incluindo o Templo de Serabit el-Khadim (no Sinai do Sul) e o Mosteiro de Santa Catarina. |
| Wadi Feiran                               |        | Sinai        | 1994 | Cultural                    | "Um oásis com antigos mosteiros entre o Mosteiro de El-Banate e a antiga colina de El-Mhered e El-Tahona e todas as ruínas datam do século V durante a era dos mosteiros do Sinai. Consiste em muralhas e tumbas cristãs e inscrições em rocha nabateanas." |
| Parque Nacional Ras Muhammad              |        | Sinai        | 2002 | Natural: (vii)(viii)(ix)(x) | "Ras Muhammad é uma área protegida declarada pelo Governo do Egito. É caracterizada por um clima hiper-árido e uma variedade marcante de populações marinhas, costeiras e terrestres com apoio de um bioma diverso; os componentes mais espetaculares são o sistema de corais bem como outros sistema de vida animal e interessante locais geológicos como corais fossilizados em terraços e um cofre maginifíco."                            |
| Abidos, cidade de peregrinação dos faraós |        | Sohag        | 2003 | Cultural: (iv)(vi)          | "O local foi ocupado por populações do el-Amra, então dos Nagada que construídos uma vila pré-histórica e protodinástica que mais tarde tornou-se a cidade de Abdjou (Abidos é a transcrição do nome egípcio) com reis protodinásticos (Hórus) e os tinitas (I e II dinastia), cuja capital (Tis) foi construída mais ao norte e cuja principal necrópole estava na área de Um el-Qaab."                                                      |